# Periodo protogeométrico

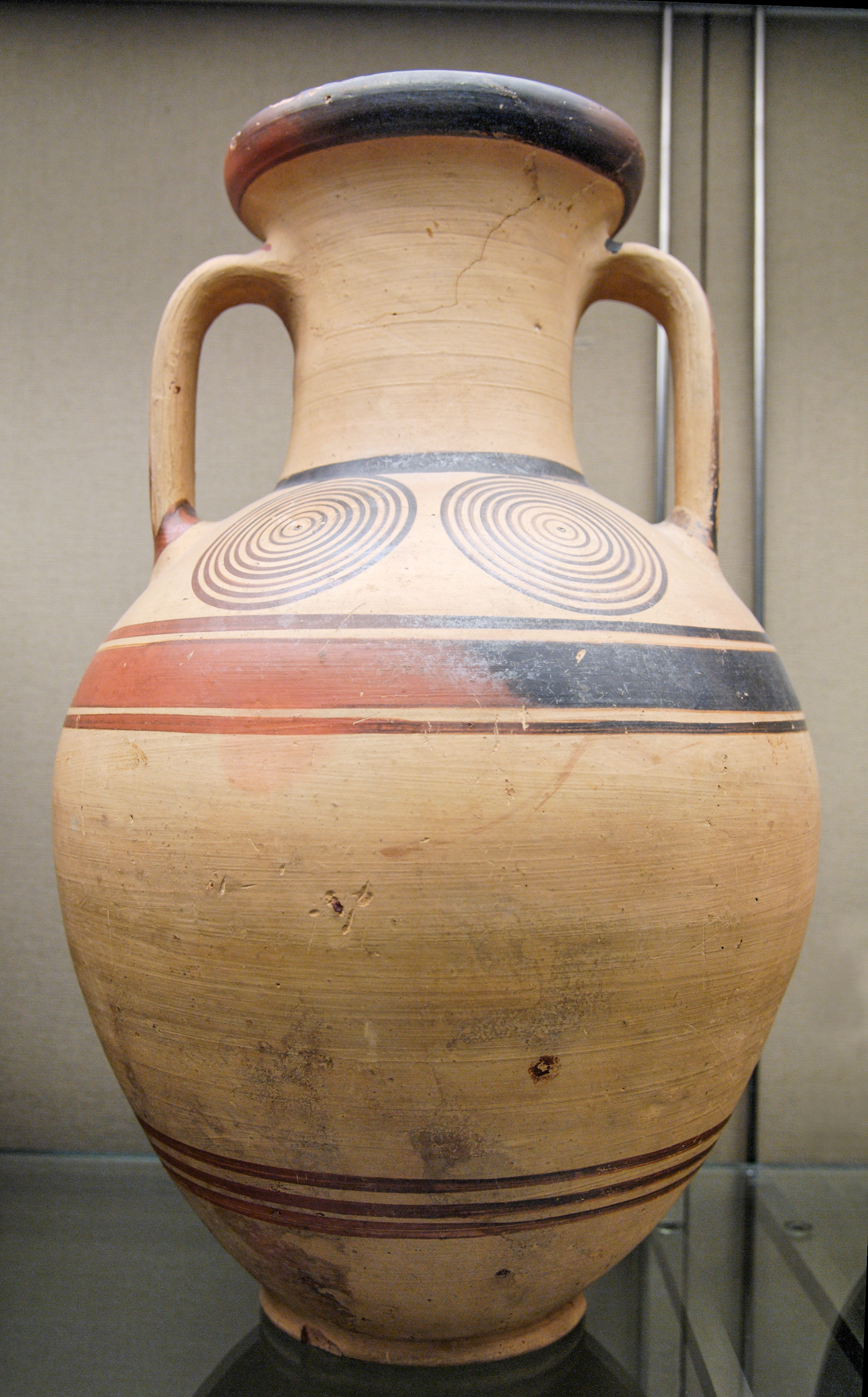
Ánfora protogeométrica con panza, provista de asas. C. 975-950 a. C. Hecha en Atenas. Protogeométrico reciente. Colección del Museo Británico.

El periodo protogeométrico o época protogeométrica es una etapa arqueológica de la Antigua Grecia que se extiende aproximadamente del 1050 al 900 a. C. Toma su nombre del estilo decorativo de la cerámica de la época. Tras la caída de la cultura palacial micénica-minoica y la subsiguiente Edad Oscura emergió este estilo como la primera expresión de una civilización renacida. A raíz del desarrollo de un torno más rápido, los vasos de este período son considerable y técnicamente más logrados que los ejemplares de principios de la Edad Oscura.
El estilo marca la transición entre las decoraciones lineales más simples de la Edad del Bronce y el empleo de semicírculos y círculos concéntricos dibujados con compás.
Esta nueva cerámica, llamada «protogeométrica», en razón de la decoración, que se relaciona con la tradición micénica, revela, como se ha dicho, el uso de un torno rápido y la generalización del compás y del pincel con puntas múltiples para reproducir los motivos concéntricos. Ponen de manifiesto los distintos elementos que constituyen el recipiente (pie, panza, cuello, labio, asas). La decoración de estos vasos se limita a los elementos puramente abstractos y se caracteriza por amplias bandas horizontales en el cuello y en el vientre.
El aspecto de las cerámicas queda más austero, con alguna formas de base: línea vertical u horizontal, círculo o semicírculo, triángulo, cuadrado y losange.
Algunas de las innovaciones incluyen algunas nuevas formas de influencia micénica, como las ánforas panzudas, las ánforas con cuello, las cráteras y los lecitos. Los artistas áticos rediseñaron estos vasos cerámicos para aumentar la altura y por lo tanto la superficie disponible para la decoración. Las ánforas panzudas tienen un eje horizontal reforzado por una ancha banda con un triglifo, el resto se pintaba de negro (Dipylon negro). El cuello y el pie adquirían volumen y tamaño.
El arte protogeométrico se desarrolló en el Ática y en Eubea, después en Beocia, en Tesalia y en Esciros.
Aunque las cerámicas preservadas son numerosas, se pueden destacar las encontradas en la necrópolis de Lefkandi, en Eubea, donde se halló una hidria protogeométrica que representa a dos arqueros enfrentados; y la crátera de cuatro asas con una escena de un cazador apuntando a unas aves que salió a la luz en el yacimiento arqueológico de Enkomi (en Chipre).